# Hipposideros hypophyllus
Hipposideros hypophyllus is een vleermuis uit het geslacht Hipposideros die alleen voorkomt in het district Kolar van de Indiase staat Karnataka. Deze soort behoort tot de H. bicolor-groep. Voor de soort in 1994 werd beschreven werd de soort verward met Hipposideros pomona. De naam hypophyllus is afgeleid van de Oudgriekse woorden ὑπό (hupo) "onder" en φύλλον (phullon) "blad" en verwijst naar een kenmerk van het neusblad.
H. hypophyllus is een kleine soort. De bovenkant van het lichaam is grijsbruin tot roodbruin en de onderkant wit bij volwassen dieren. Bij jongen is de bovenkant donkergrijs tot bruingrijs en de onderkant lichtgrijs. Volwassen dieren zijn in de winter lichter van kleur dan in de zomer. De kop-romplengte bedraagt 42 tot 47,3 mm, de staartlengte 21,5 tot 23,5 mm, de voorarmlengte 37,1 tot 39,85 mm, de breedte van het neusblad 4,7 tot 5,55 mm, de achtervoetlengte (s.u.) 6,2 tot 6,9 mm, de oorlengte 18 tot 20,3 mm en het gewicht 3,6 tot 6,2 g.
Hipposideros abae · Himalayarondbladneus (Hipposideros armiger) · Hipposideros ater · Hipposideros beatus · Hipposideros bicolor · Hipposideros boeadii · Hipposideros breviceps · Gewone rondbladneus (Hipposideros caffer) · Hipposideros calcaratus · Hipposideros camerunensis · Hipposideros cervinus · Hipposideros cineraceus · Reuzenrondbladneus (Hipposideros commersoni) · Hipposideros coronatus · Hipposideros corynophyllus · Hipposideros coxi · Hipposideros crumeniferus · Hipposideros curtus · Hipposideros cyclops · Hipposideros demissus · Hipposideros diadema · Hipposideros dinops · Hipposideros doriae · Hipposideros durgadasi · Hipposideros dyacorum · Hipposideros edwardshilli · Hipposideros fuliginosus · Hipposideros fulvus · Hipposideros galeritus · Hipposideros gigas · Hipposideros grandis · Hipposideros halophyllus · Hipposideros hypophyllus · Hipposideros inexpectatus · Hipposideros inornatus · Jonesrondbladneus (Hipposideros jonesi) · Hipposideros khaokhouayensis · Hipposideros khasiana · Hipposideros lamottei · Hipposideros lankadiva · Hipposideros larvatus · Hipposideros lekaguli · Hipposideros lylei · Hipposideros macrobullatus · Hipposideros madurae · Hipposideros maggietaylorae · Hipposideros marisae · Hipposideros megalotis · Hipposideros muscinus · Maleise rondbladvleermuis (Hipposideros nequam) · Hipposideros obscurus · Hipposideros orbiculus · Hipposideros papua · Hipposideros pelingensis · Hipposideros pomona · Hipposideros pratti · Hipposideros pygmaeus · Hipposideros ridleyi · Hipposideros rotalis · Hipposideros ruber · Hipposideros scutinares · Hipposideros semoni · Hipposideros sorenseni · Schneiders rondbladneus (Hipposideros speoris) · Hipposideros stenotis · Hipposideros sumbae · Hipposideros thomensis · Hipposideros turpis · Hipposideros vittatus · Hipposideros wollastoni